# Bliv i Jesus, vill du bära frukt
Bliv i Jesus, vill du bära frukt är en sång av Lina Sandell, tryckt 1885 i Lina Sandells samlade sånger II, men enligt Lova Herren 1988 författad redan 1877. Sången är inspirerad av Johannesevangeliet kapitel 15, där Jesus talar om vinträdet (vinstocken) och grenarna. "Förbli i mig", säger han där, "så bär ni rik frukt".
I EFS-tillägget 1986 har dock sista versen strukits och åtskilliga ändringar företagits, särskilt i v. 3 och 4. I Lova Herren är texten i stort sett oförändrad så när som på några ändringar i ordval.
Melodin är en folkmelodi (D-dur 4/4).

## Publicerad i
- "Samlade Sånger av Lina Sandell", 1885.
- Svensk söndagsskolsångbok 1908 som nr 184 under rubriken "Jesu efterföljelse".
- Sionstoner 1935 som nr 421 under rubriken "Nådens ordning: Trosliv och helgelse".
- Guds lov 1935 som nr 359 under rubriken "Erfarenheter på trons väg".
- EFS-tillägget 1986 som nr 783 under rubriken "Efterföljd, helgelse".
- Lova Herren 1988 som nr 369 under rubriken "Frälsningens mottagande genom tron".